# Акт от 5 ноември
Актът от 5 ноември 1916 година е съвместно заявление на германския генерал-губернатор Беселер във Варшава и австро-унгарския генерал-губернатор Кука в Люблин от името на техните монарси за намеренията им за създаване на Полско кралство на територията на окупираните от тези империи през 1915 г. полски земи (наричани Полско кралство / царство или Конгресна Полша) от състава на Руската империя съгласно решенията на Виенския конгрес от 1815 г.
През лятото на 1916 г. отслаблената от настъпващите руски войски Австро-Унгария оттегля възраженията си срещу проекта на райхсканцлера Теобалд фон Бетман-Холвег да създаде зависима от Германия полска държава, изпълняваща ролята на буфер. На съвещанията във Виена и Пшчина съюзниците съгласуват своите позиции. Виена повишава статута на легионите на Йозеф Пилсудски, преименувайки ги на Полски спомогателен корпус.
Австро-Унгария предоставя на Галиция широко самоуправление в пределите на империята на 2 ноември 1916 г. Укрепваки връзките с полските кръгове, Виена се отказва от неоднократните си опити за административно разделяне на Галиция по етнически принцип. С това окончателно е зачеркната надеждата на рутенския народ за независимост.
Актът от 5 ноември удовлетворява експанзионистките планове на Берлин. На 9 ноември на тайно заседание в Рейхстага Бетман-Холвег заявява, че полските земи в Германия ще бъдат в нейния състав и в тях ще бъдат мобилизирани необходимите за водене на военни действия човешки ресурси.
Създаването на самостоятелна полска държава и определянето на границите ѝ се отлага до края на Първата световна война. Беселер се обръща към полското население с призив „на оръжие“ за създаване на полска войска за война на Изток. Генерал-губернаторът съобщава, че окупационните власти ще продължат управлението на полските територии.
Растящото недоволство на поляците заставя окупационните власти да създат съвещателен Временен държавен съвет. Сформиран е през януари 1917 г. Състои се от 25 лица, назначени от съответни генерал-губернатори – 15 от Германия и 10 от Австро-Унгария.